# Комаров, Сергей Григорьевич
Сергей Григорьевич Комаров (11 марта 1909, Яконово, Тверская губерния, Российская империя — октябрь 1969, Москва) — ученый в области геофизических исследований скважин, организатор геофизической науки, доктор технических наук(1952), профессор(1963). Один из основателей нефтяной геофизической службы СССР в 30-е годы XX века. Разработал методику интерпретации данных БКЗ — бокового каротажного зондирования.

## Биография
Родился в многодетной семье уездного врача в селе Яконово Тверской губернии.
В 1926 году поступает на физико-математический факультет МГУ, на последнем курсе переводится на геофизический факультет МГРИ. Зимой 1931 года состоялся первый выпуск студентов-геофизиков МГРИ, Комаров был среди них. После окончания МГРИ был направлен на нефтепромыслы Азербайджана, где тогда было положено начало геофизическим исследованиям буровых скважин в СССР. Начал с должности инженера, вскоре становится начальником каротажной партии, затем —заведующим лабораторией Азербайджанского нефтяного научно-исследовательского института, позже — начальником контрольно-технического отдела конторы электроразведки Азнефтекомбината. В 1934 году издает монографию «Каротаж»(1934), в которой обобщил опыт научных исследований и практических наработок в области каротажа нефтяных скважин. Работал с Конрадом Шлюмберже.
В 1940 году переводится в Москву, в Государственный союзный геофизический трест (ГСГТ), где возглавляет лабораторию каротажа. В годы Великой Отечественной войны работает на нефтяных месторождениях «Второго Баку» — в Башкирии и Куйбышевской области. С 1944 года до конца жизни работал заведующим отделом промысловой геофизики в Научно-исследовательском институте геофизических и геохимических методов разведки (НИИГР), позже переименованном во Всесоюзный научно-исследовательский институт геофизических методов разведки (ВНИИГеофизики).
Был инициатором постановки научных исследований в области акустического каротажа в Волго-Уральском филиале ВНИИгеофизики